# Söderby, Salems kommun

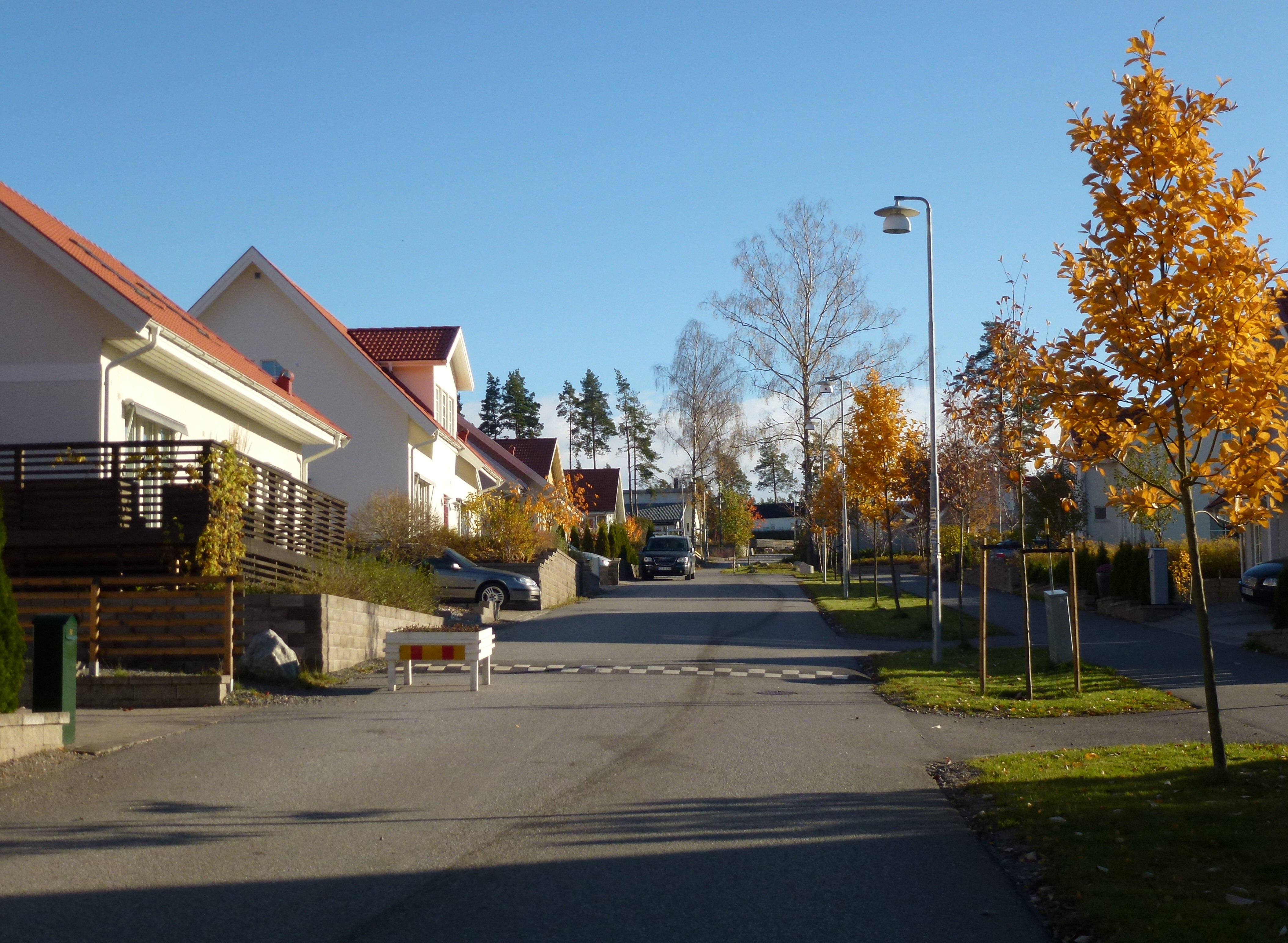
Nybyggda villor längs Söderby torgs allé.

Söderby, ibland även Salems Söderby, är ett bostadsområde i den östra delen av kommundelen Salem, Salems kommun, Stockholms län. Bebyggelsen i Söderby ingår i SCB:s tätortsstatistik i tätorten Tumba.
I området finns gamla hålvägar och forntida skålgropar. Strax öster om motorvägen E4/E20 står en runsten, Söderbystenen, från 1000-talet på sin ursprungliga plats. Intill återfinns Sankt Botvids källa. Enligt legenden bröt en källa fram när man 1129 i procession förde Sankt Botvids kvarlevor från Salems kyrka där han legat begravd till en nybyggd kyrka, föregångaren till Botkyrka kyrka.

## Historik
Namnet Söderby omtalas första gången år 1331 i samband med att en del av marken lades under Sankt Botvids ägor. Området är rikt på fornlämningar som vittnar om att platsen varit bebodd redan under bronsåldern.

## Bebyggelse
I Söderby ligger det tidigare sjukhuset Söderby sjukhus som är numera ombyggt till bostäder. Strax öster om Söderby går kommungränsen mot Botkyrka kommun, efter vilken området Uttran tar vid. "Söderby Park" är ett nyligen (2010-2011) uppfört bostads- och villaområde. Planområdet omfattar de västra delarna av Söderby inklusive Söderby gårds väg från gränsen mot Botkyrka kommun upp till den norra infarten. Här skapades  sammanlagt cirka 290 bostäder inklusive de ombyggda bostäderna i den tidigare sjukhusbyggnaden och läkarvillorna.
I "Nedre Söderby" finns en knuttimrad parstuga och en uthuslänga med loftbod och vidbyggd drängstuga, som troligtvis byggdes på 1700-talet. De är nu byggnadsminnen och Botkyrka-Salem hemslöjdsförening har sina aktiviteter där. På Söderby gravfält ligger cirka 240 synliga och osynliga  järnåldersgravar.

## Bilder

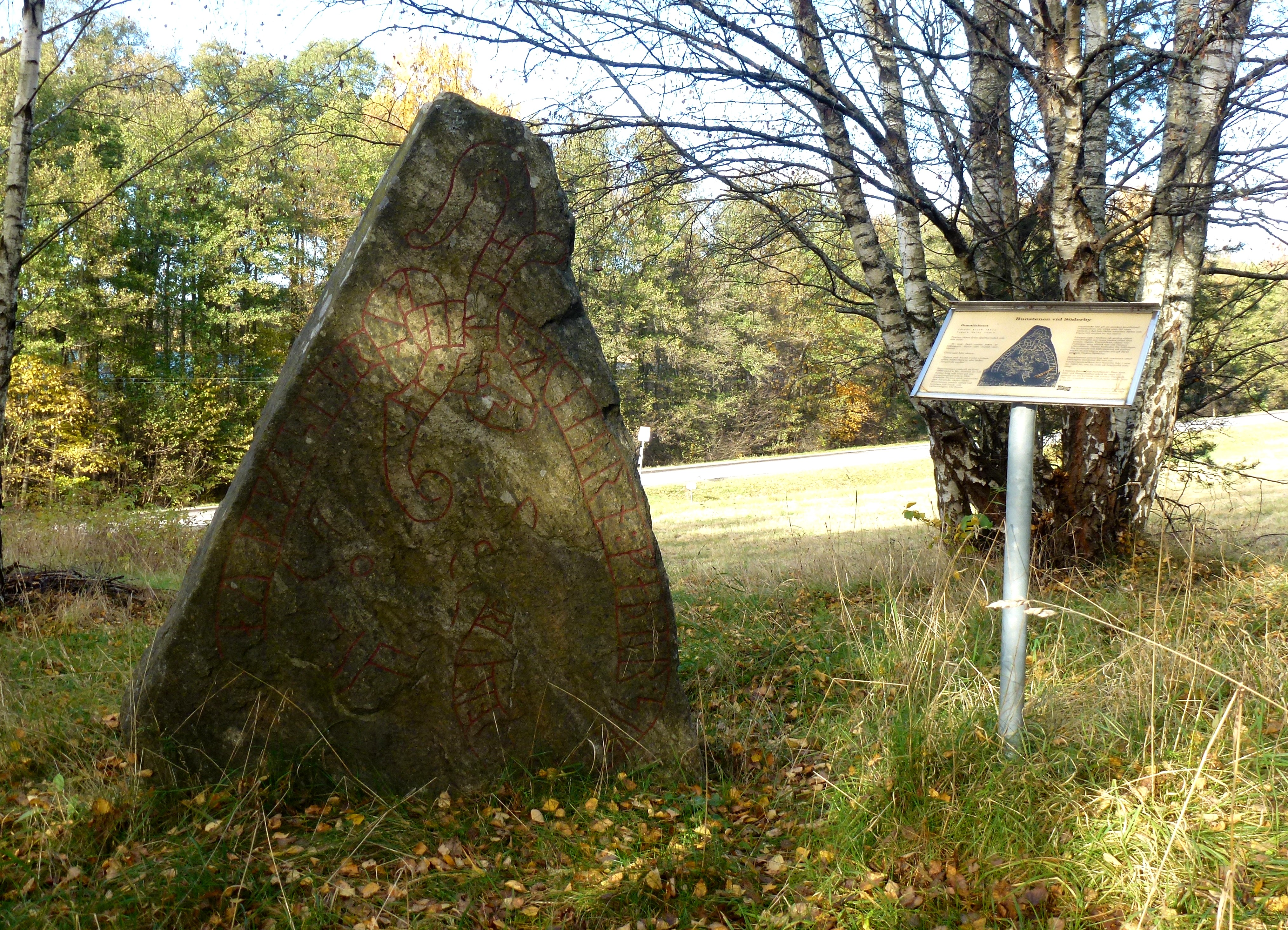
Söderbystenen
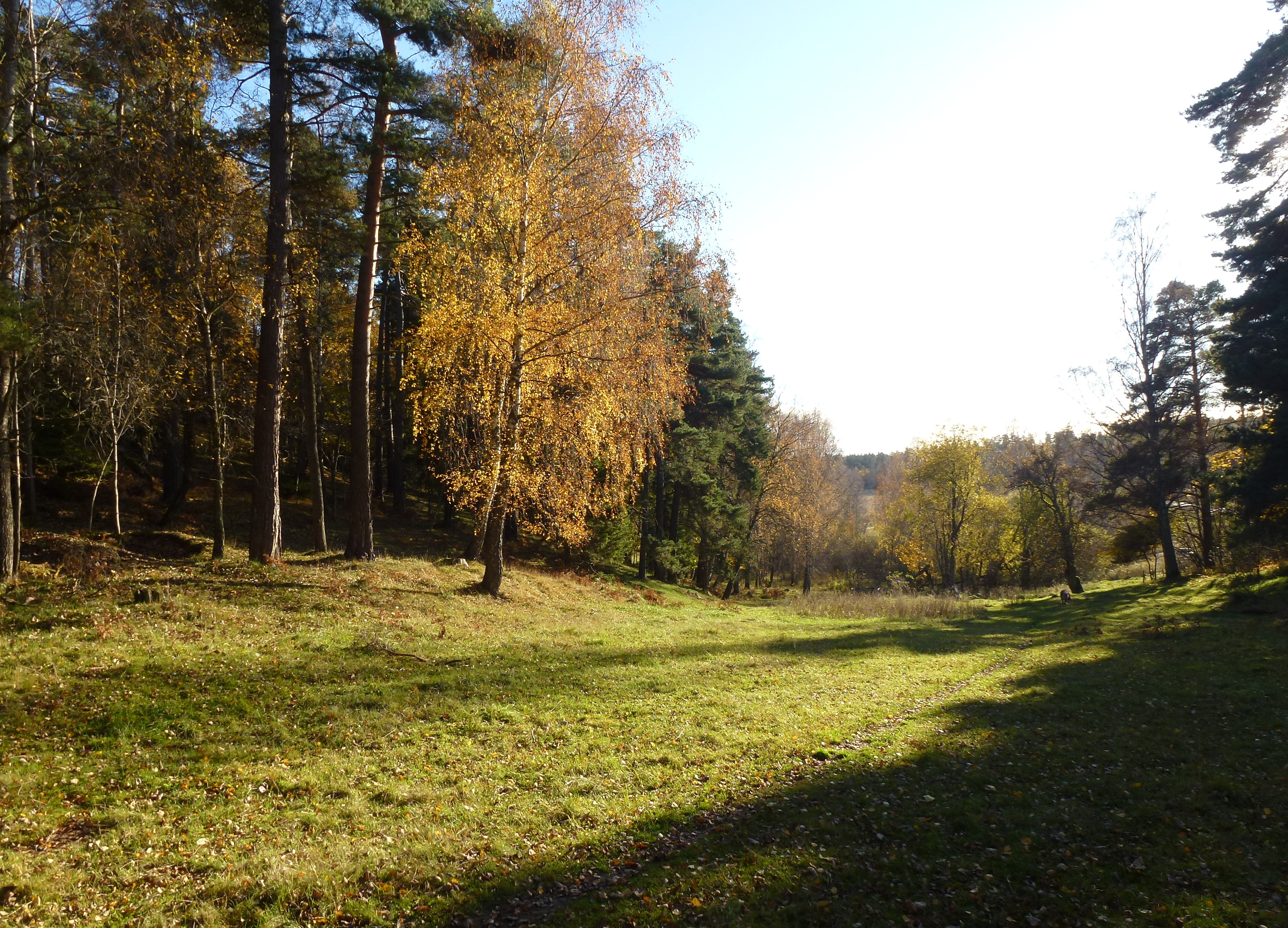
Söderby fornminnesområde
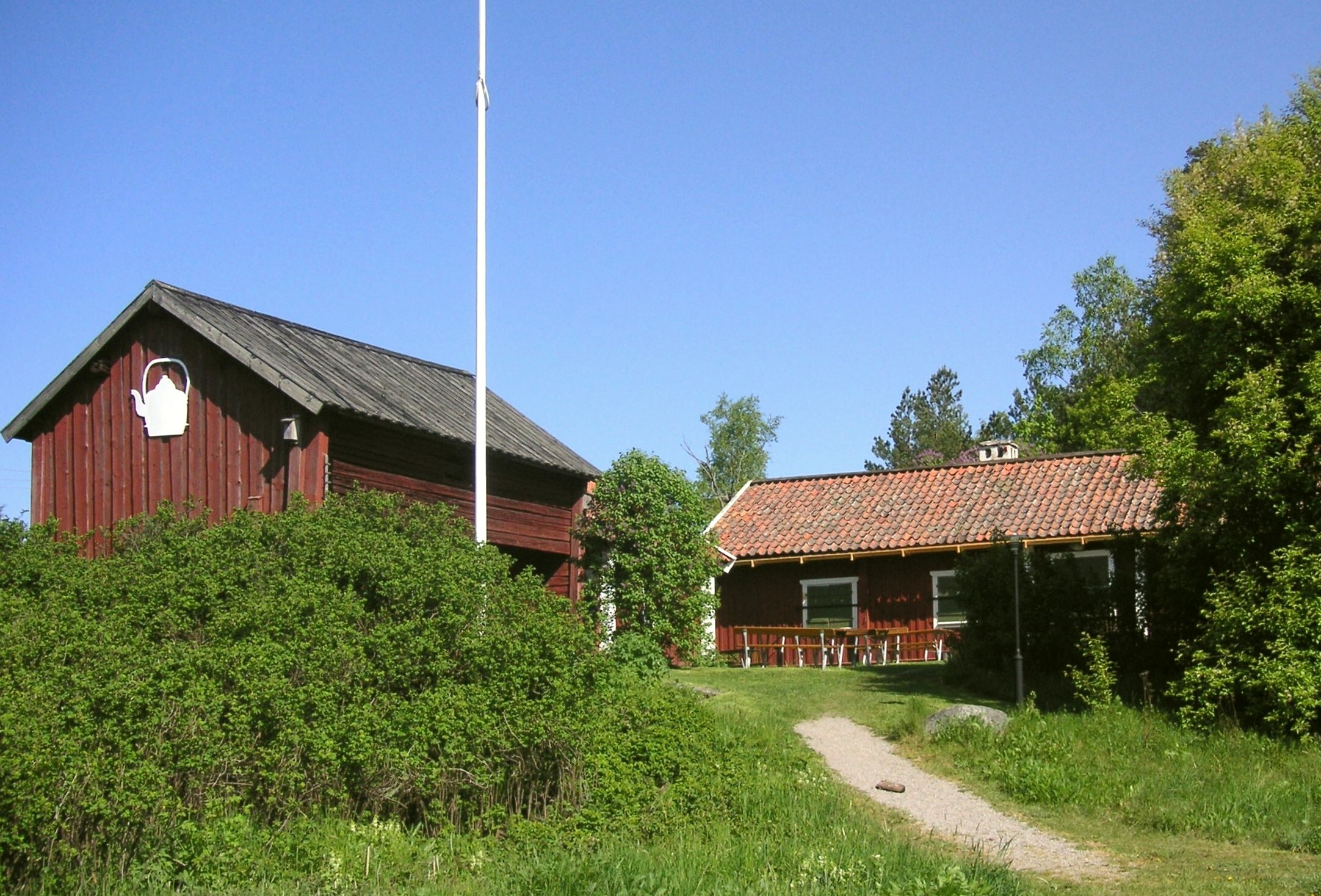
Nedre Söderby
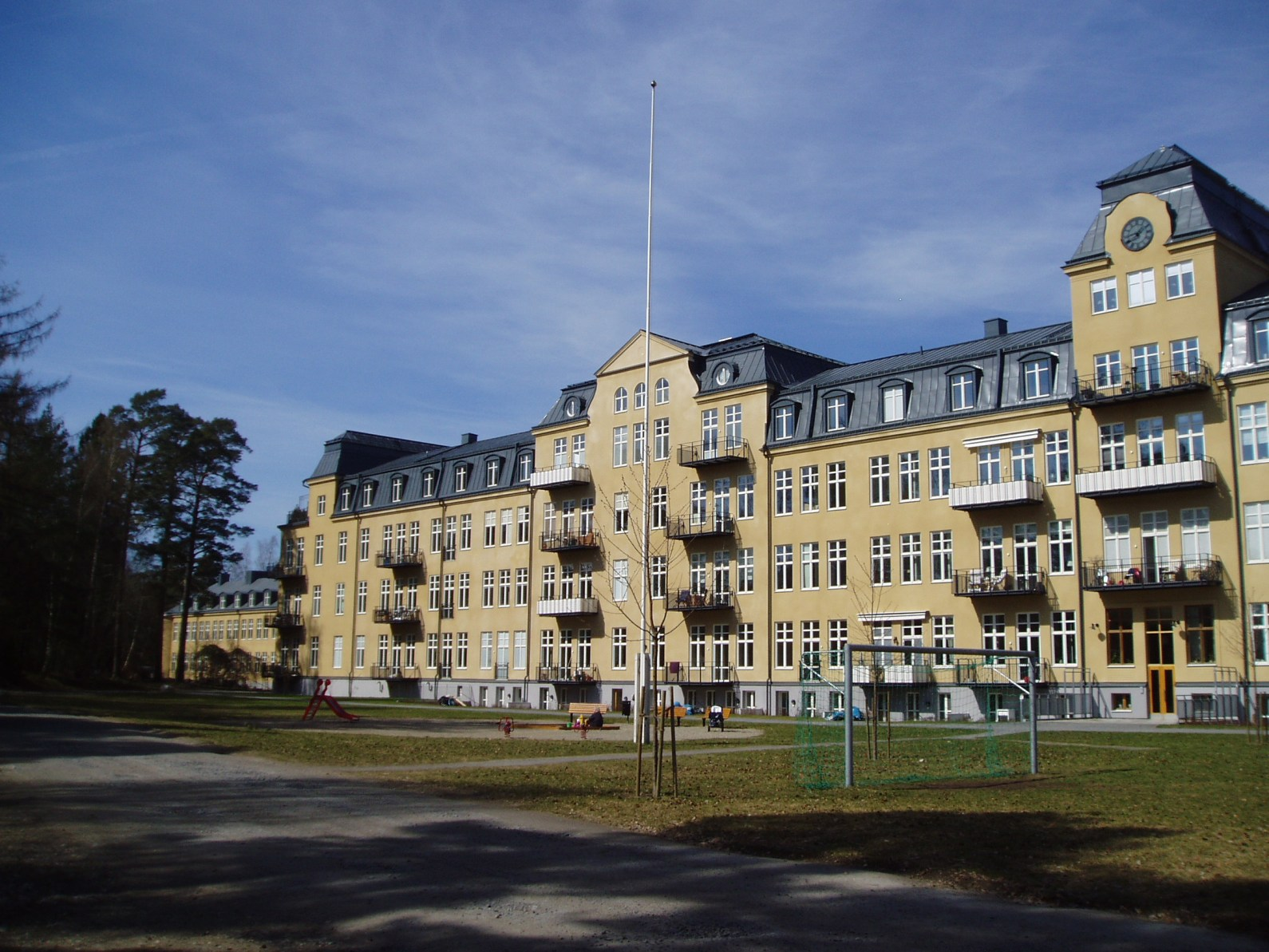
Före detta Söderby sjukhus